# Monty Python Live at City Center
Monty Python Live at City Center è un album dei Monty Python registrato durante la loro esibizione dal vivo al New York City Center nel 1976.

## Tracce

### Lato A
1. Introduction/Llamas - 2:38
2. Gumby Flower Arrangin - 1:21
3. Short Blues (Neil Innes) - 0:41
4. Wrestling - 3:06
5. Communist Quiz - 3:45
6. Albatross/The Colonel - 1:38
7. Nudge, Nudge - 2:31
8. Crunchy Frog - 3:55
9. Bruces Song - 4:12
10. Travel Agent - 6:31

### Lato B
1. Camp Judges/"Blackmail" - 5:29
2. Protest Song (Neil Innes) - 4:10
3. Pet Shop - 4:10
4. Four Yorkshiremen sketch - 3:32
5. Argument Clinic - 3:46
6. Death of Mary, Queen of Scots - 1:41
7. Salvation Fuzz/Curch Police - 3:29
8. The Lumberjack Song - 3:22